# كأس أستراليا
كأس أستراليا (بالإنجليزية: Australia Cup)‏ ، هي بطولة رياضية في أستراليا، والتي تلعب بها الأندية الأسترالية كل عام، أسست سنة 2014م، وحامل اللقب يؤهل مباشرة إلى بطولة دوري أبطال آسيا بسبب تطبيق معايير الاتحاد الآسيوي لكرة القدم.

## وصلة خارجية
- الموقع الرسمي بالإنجليزية